# Стависьки (гміна)
Гміна Ставіські (пол. Gmina Stawiski) — місько-сільська гміна у східній Польщі. Належить до Кольненського повіту Підляського воєводства.
Станом на 31 грудня 2011 у гміні проживало 6540 осіб.

## Територія
Згідно з даними за 2007 рік площа гміни становила 165.55 км², у тому числі:
- орні землі: 75.00%
- ліси: 19.00%

Таким чином, площа гміни становить 17.62% площі повіту.

## Населення
Станом на 31 грудня 2011:
| Опис     | Загалом | Загалом | Чоловіки | Чоловіки | Жінки | Жінки |
| -------- | ------- | ------- | -------- | -------- | ----- | ----- |
| одиниця  | осіб    | %       | осіб     | %        | осіб  | %     |
| все      | 6540    | 100     | 3270     | 50.00    | 3270  | 50.00 |
| міське   | 2441    | 100     | 1207     | 49.45    | 1234  | 50.55 |
| сільське | 4099    | 100     | 2063     | 50.33    | 2036  | 49.67 |

## Сусідні гміни
Гміна Ставіські межує з такими гмінами: Ґрабово, Єдвабне, Кольно, Малий Плоцьк, Пйонтниця, Пшитули.